# Sant’Angelo del Pesco
Sant’Angelo del Pesco – miejscowość i gmina we Włoszech, w regionie Molise, w prowincji Isernia.
Według danych na rok 2004 gminę zamieszkiwało 416 osób, 27,7 os./km².